# Tracy Cameron
Tracy Cameron (ur. 1 lutego 1975 w Truro) – kanadyjska wioślarka.

## Osiągnięcia
- Mistrzostwa Świata – Gifu 2005 – czwórka podwójna wagi lekkiej – 1. miejsce[1].
- Mistrzostwa Świata – Eton 2006 – dwójka podwójna wagi lekkiej – 4. miejsce[1].
- Mistrzostwa Świata – Monachium 2007 – dwójka podwójna – 7. miejsce[1].
- Igrzyska Olimpijskie – Pekin 2008 – dwójka podwójna wagi lekkiej – 3. miejsce[1].